# 梁景文
梁景文（英文名：Anthony Leong，1984年11月5日—），澳門男歌手，前藝名：《夜牛》，最初是一名網絡歌手，於2006年以網名《夜光牛牛》在網路平台上唱出了很紅的人氣，《夜牛》這名稱就是這樣得來。由於網絡上唱出了人氣及支持，後來才嘗試以真身示人，慢慢地正式走上了歌手之路。另外，夜牛曾經在某個網絡平台上亦有＂愛情教父＂之稱，經常發表一些有關＂真愛＂的言論。

## 事跡
於2006年中，首次參加本地歌唱比賽，同年於《澳門校園之星》獲得冠軍，以及2007年參加《英皇澳門區流行曲選拔大賽》獲得季選亞軍及全年總冠軍，同年在《2007東亞唱片新星選拔大賽》投身了總決賽，但後來因工作關係而自身放棄了總決賽權。
及後亦參加過各大小有名的比賽。
贏取了多個獎項及榮譽。
2010年加盟了＜加士娛樂＞棋下，以正式澳門歌手身份，憑著自己第一首原創歌曲《平行線》首次參加了《澳廣視至愛新聽力頒獎音樂會》。此歌是為了紀念歌手曾經等了多年的一個刻骨銘心的人而費盡心思寫作。此作品亦贏得眾多人氣及支持，令其一曲成名。帶有悲哀感的聲線以及獨特的高音唱功也是他的賣點及魅力之處。
2013年，因一段時期意志低落，為了重燃鬥志，唱作出第二首個人作品<倔>。
2014年，為了追憶自從沒有了愛侶的孤單生活，繼續唱作出第三首個人作品＜今年煙花特別少＞，此作品是港澳著名作詞人《李峻一》先生包辨寫作，故事背景也是第一首作品的延續。
2015年踏入婚姻家庭後，最後於2016年正式退出了樂擅。  